# 村田隆
村田 隆（むらた たかし、1961年〈昭和36年〉6月4日 - ）は、日本の警察官僚。内閣危機管理監（第22代）、駐フィンランド特命全権大使などを歴任した。

## 人物・経歴
福岡県北九州市小倉北区出身。ラ・サール高等学校を経て、1984年東京大学法学部第2類（公法コース）卒業。東大法学部在学中に国家公務員採用上級試験（甲・法律）に合格。警察庁入庁。外務省在アメリカ合衆国日本国大使館参事官、警視庁第1方面本部長兼警務部参事官、警察庁警備局国際テロリズム対策課長、大阪府警察本部刑事部長、沖縄県警察本部長などを経て、2013年警察庁警備局警備企画課長。2014年警視庁刑事部長。2015年3月警察庁長官官房審議官（国際・サイバーセキュリティ担当）。同年8月警察庁長官官房総括審議官。2016年8月大阪府警察本部長。2018年1月警察庁警備局長。2019年退官。同年駐フィンランド特命全権大使。2022年辞職。同年1月内閣危機管理監。
2024年1月1日の能登半島地震発生時は体調不良で入院していて、内閣総理大臣官邸へ出勤できなかった。同日に時事通信社が報じ、翌2日に林芳正内閣官房長官は「危機管理担当の鈴木敦夫内閣官房副長官補が万全の態勢で準備していたため、対応に支障はなかった」と説明した。1月3日、復帰。4月2日に退任。